# Rubeola
La rubeola, rubéola o rubiola es una enfermedad infecciosa causada por el virus de la rubeola (Rubivirus rubellae), un virus de ARN perteneciente a su propia familia viral Matonaviridae.
Solamente al ser contraída por la madre durante el embarazo, supone una grave amenaza para el feto, con abortos espontáneos en el 20 % de los casos.
Se caracteriza por una erupción en la piel, la inflamación de las glándulas y, especialmente en los adultos, dolores en las articulaciones. Por lo general la erupción en la piel dura unos tres días y puede presentarse acompañada de una ligera fiebre. Hasta la mitad de las personas afectadas no presenta ningún síntoma en absoluto.
Las partículas esféricas del virus de la rubéola miden de 50-70 nm de diámetro. Un virion individual está compuesto de un centro denso de 30 nm rodeado de una capa lipídica.

## Epidemiología
El último brote epidémico sucedió durante los años 1964 y 1965, en estos años nacieron más de 20 000 niños con defectos congénitos. En este brote epidémico se dieron al menos 10 000 abortos y numerosos partos de fetos sin vida solo en los Estados Unidos.

## Etiología
La enfermedad es causada por el virus de la rubeola, que se desarrolla en una sola cadena genómica de ARN de polaridad positiva. El virus es transmitido por vía respiratoria y se replica en los ganglios linfáticos del cuello. El virus aparece en la sangre a los 5 o 7 días después del contagio y se dispersa por todo el cuerpo. Además es capaz de cruzar la placenta e infectar al feto cuando se está desarrollando y detener la multiplicación celular de las células del feto provocándole la muerte.

## Patogenia
Se transmite entre personas a través de estornudos, tos o el contacto con superficies contaminadas (pañuelos, vasos o manos). La posibilidad de que una persona no vacunada adquiera la enfermedad si convive con alguien que la tiene es del 90 %. Cuando el virus se introduce en el organismo, pasa a la sangre atacando a los glóbulos blancos, que a su vez transmiten la infección a las vías respiratorias, la piel y otros órganos. Una vez que se padece la enfermedad, el paciente adquiere inmunidad permanente, por lo que no vuelve a ser atacado por el virus.
El periodo de incubación de la enfermedad (tiempo que transcurre desde que entra en contacto con una persona enferma hasta que comienzan a desarrollarse los síntomas) suele oscilar entre dos y tres semanas. A su vez, una persona infectada por el virus de la rubeola puede transmitir la enfermedad a otras personas dos días antes de que los síntomas se muestren, no desapareciendo el riesgo de contagio hasta una semana después de la aparición de los signos de la enfermedad.

## Manifestaciones clínicas

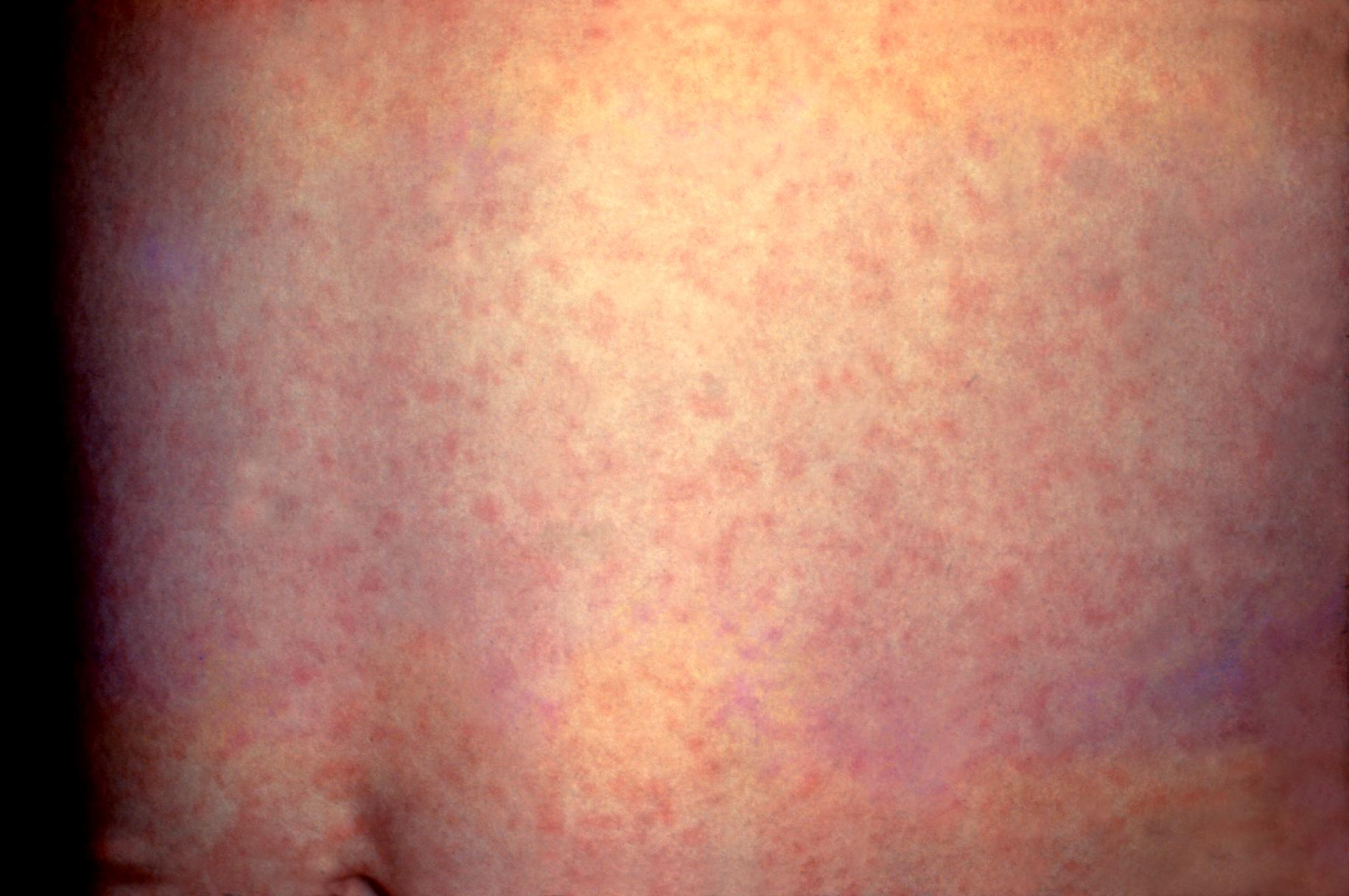
Piel mostrando signos más suaves de rubeola.

La rubeola se caracteriza por la aparición de pequeñas erupciones en la piel de un color rosáceo que se inician en la cabeza y progresan hacia los pies, haciéndose más intensa en el tronco, que en algunos pacientes puede producir picazón y suelen desaparecer en pocos días.
Las erupciones suelen mostrarse uno o dos días después del contagio. Junto a las manchas rojizas, los síntomas de la rubeola son bastante similares a los de un síndrome gripal, con malestar general, fiebre poco intensa, enrojecimiento de los ojos, dolor de garganta (faringitis) e inflamación dolorosa de ganglios alrededor de la nuca y en la región posterior de las orejas; conjuntivitis.
Mientras que en los niños la rubeola suele revestir escasa gravedad, acompañándose algunas veces de otitis (infecciones de oídos), es más frecuente la complicación de la enfermedad entre los adultos que la padecen, que pueden sufrir otras patologías más graves provocadas por bacterias, como neumonía o encefalitis (en uno de cada 1000 casos). Esta última consiste en una infección que afecta al cerebro y conlleva un riesgo inmediato de coma, retraso mental a largo plazo, epilepsia e incluso muerte del paciente.
Los síntomas incluyen:
- Adenopatías (ganglios inflamados) por lapsos de hasta una semana.
- Fiebre (que rara vez excede los 38 °C o 100,4 °F)
- Irritación (usualmente en el área de la cara, aunque también se extiende al tronco y extremidades. Tiene la apariencia de manchas rosadas debajo de la piel. Las manchas se manifiestan en el primer o tercer día de la enfermedad, pero desaparece al cabo de unos días, sin dejar daños permanentes)
- El Signo de Forchheimer ocurre en el 20 % de los casos, y se caracteriza por vesículas rojas pequeñas en el paladar
- Piel reseca
- Inflamación de los ojos
- Congestión nasal
- Dolor e inflamación en las articulaciones
- Dolor en los testículos
- Pérdida de apetito
- Dolor de cabeza

## Diagnóstico
El diagnóstico de la rubeola es difícil ya que las erupciones en la piel suelen ser poco intensas y de escasa duración. No obstante, se puede conocer mediante un análisis de sangre (serología) si la persona ya ha padecido la enfermedad y por tanto es inmune. Uno de los principales exámenes de laboratorio que se realizan  son IgM e IgG y la prueba del hemograma y células E positivas. Se puede dar un diagnóstico diferencial entre rubeola y la fiebre de Zika.

## Tratamiento
No existe un tratamiento específico para la rubeola. La actuación de los especialistas durante la enfermedad suele centrarse en el control de los síntomas y va dirigida a mitigar la fiebre y el malestar general, como si se tratara de un proceso gripal. Se recomienda reposo y el aislamiento del paciente para evitar nuevos contagios. Hay que acudir al pediatra si el niño con rubeola respira con dificultad o la tos dura más de cuatro o cinco días. Se administran antibióticos en caso de infecciones bacterianas (otitis o neumonía).
Normalmente, los síntomas son tratados con paracetamol hasta que la enfermedad termina por desaparecer. Sin embargo, no hay tratamientos disponibles para la rubeola congénita.

## Rubeola congénita
Los problemas más graves asociados a la rubeola suelen presentarse en mujeres embarazadas que contraen la enfermedad en las 20 primeras semanas de embarazo o en los meses anteriores a la gestación. En estos casos existe un alto riesgo de que el embrión se contagie y desarrolle el síndrome de rubeola congénita, que puede provocar la aparición de defectos congénitos en el niño, tales como pérdida de visión y ceguera, pérdida de audición, patologías cardíacas, discapacidad cognitiva y parálisis cerebral o dificultades a la hora de empezar a caminar.
Posterior a las 20 semanas de embarazo, al encontrarse el feto prácticamente desarrollado, los riesgos anteriores de malformaciones son casi nulos.
Los bebés con este síndrome pueden presentar bajo peso al nacer, diarrea, neumonía y meningitis. Las primeras 8 semanas de gestación son las más susceptibles para el embrión, con mayor probabilidad de defectos congénitos, ya que es una época muy importante del desarrollo prenatal, con numerosos órganos y sistemas en plena formación, que pueden verse dañados por el virus.
Los especialistas recomiendan que las mujeres en edad fértil estén inmunizadas contra la enfermedad para evitar el síndrome de rubeola congénita, o someterse a un análisis antes del embarazo con el fin de detectar la presencia de anticuerpos (defensas) contra la rubeola. La vacuna no se debe administrar durante el embarazo ni en los tres meses anteriores a la concepción y las mujeres embarazadas deben mantenerse alejadas de personas con rubeola.

## Prevención
| Síntomas/enfermedades         | Complicación de la rubeola | Complicación en personas vacunadas   |
| ----------------------------- | -------------------------- | ------------------------------------ |
| Variados, en mujeres          | 40 a 70 %, persistentes    | 12 a 26 %, leves y de corta duración |
| Encefalitis                   | 1/6000                     | 0                                    |
| Trombocitopenia               | 1/3000                     | 1/30 000 a 1/50 000                  |
| Síndrome de rubeola congénita | > 60 %                     | 0                                    |

La vacuna triple vírica (MMR), que protege frente a la rubeola, el sarampión y las paperas, se muestra eficaz y segura en casi la totalidad de las personas a las que se le administra. La cantidad de casos ha disminuido desde que se desarrolló una vacuna en 1969, pero la disminución de la cantidad de personas que tomaron la vacuna MMR (por ejemplo, en países como el Reino Unido), dan lugar a un posible aumento en la incidencia de la enfermedad. Es una vacuna combinada que se recomienda en la niñez. Es aconsejable administrar la primera dosis cuando el niño cumple 15 meses, en algunos países se inicia la inmunización a los 12 meses de edad, aunque en algunos casos no proporciona la inmunidad adecuada, por lo que se suele facilitar una segunda dosis antes de la escolarización (entre los cuatro y los seis años) o antes de la adolescencia (entre los once y los trece años). En cualquier caso, también se recomienda la vacunación en personas adultas que no recibieron la inmunización durante la infancia.[cita requerida]
En la mayoría de los países occidentales, casi la totalidad de la población está vacunada contra la rubeola, tomando la primera dosis a los 12-15 meses de edad. Un refuerzo, que no es necesario en el caso concreto de la rubeola, pero sí de los otros dos componentes de la vacuna, se requiere antes de que el niño cumpla 13 años. La vacuna provee de protección a lo largo de toda la vida, y entre sus efectos secundarios, se puede mencionar una artritis transitoria.[cita requerida]